# Max Rumpf (Soziologe)
Max Rumpf (* 13. November 1878 in Berne; † 19. Oktober 1953 in Haar bei München) war ein deutscher Jurist und Soziologe. Er formulierte eine Soziologie, in der nicht die Gesellschaft, sondern das Volkstum im Mittelpunkt stand. Als Jurist wird er der Freirechtsschule zugerechnet.

## Leben
Nach dem Abitur am Alten Gymnasium in Oldenburg und einem juristischen Studium, das er mit der Promotion abschloss, wurde Rumpf 1908 Privatdozent an der Universität Göttingen, dann 1911 Professor an der damaligen Handelshochschule in Mannheim und schließlich 1927 Professor für Soziologie, Volksforschung und Bürgerliches Recht an der späteren Hindenburg-Hochschule in Nürnberg, wo er 1943 emeritiert wurde. Zum 1. Mai 1937 trat er der NSDAP bei. Nach 1945 setzte er seine Forschungen bis zu seinem Tode fort.
In seinen Hauptwerken nennt Rumpf zwei Grundschichten des Volkes: Das natürlich-kulturliche Bauerntum und den zivilisatorischen Lebenstypus der großstädtischen Arbeiterschaft. Laut Carsten Klingemann vertrat Rumpf eine „konservative Bauernsoziologie“, mit der er im Dritten Reich nicht erfolgreich war. Die von ihm als Herausgeber maßgeblich geprägte Zeitschrift Volksspiegel. Zeitschrift für deutsche Soziologie und Volkswissenschaft stellte 1938 das Erscheinen ein.

## Schriften (Auswahl)
- Gesetz und Richter. Versuch einer Methodik der Rechtsanwendung. Otto Liebmann Verlag, Berlin 1906.
- Deutsche Volkssoziologie im Rahmen einer sozialen Lebenslehre. Hochschulbuchhandlung Krische & Co., Nürnberg 1931.
- Soziale Lebenslehre. Ihr System und ihre wirtschaftliche Art. Hochschulbuchhandlung Krische & Co., Nürnberg 1932.
- Religiöse Volkskunde. Kohlhammer, Stuttgart 1933.
- Deutsches Bauernleben. Kohlhammer, Stuttgart 1936.
- Deutsches Handwerkerleben und der Aufstieg der Stadt. Kohlhammer, Stuttgart 1955.